# Michał Bulc
Michał Bulc – polski lekarz weterynarii, doktor habilitowany nauk rolniczych, profesor na Uniwersytecie Warmińsko-Mazurskim w Olsztynie, specjalista od histologii.

## Kariera naukowa
W 2005 roku na Uniwersytecie Warmińsko-Mazurskim w Olsztynie uzyskał tytuł lekarza weterynarii. W 2009 roku został zatrudniony na tejże uczelni, a w 2010 roku na jej Wydziale Medycyny Weterynaryjnej uzyskał stopień doktora nauk weterynaryjnych na podstawie rozprawy pt. Budowa histologiczna, ultrastruktura oraz aktywność wydzielnicza szyszynki bobra europejskiego (Castor fiber), której promotorem był Bogdan Dariusz Lewczuk. W 2020 roku ta sama uczelnia nadała mu stopień doktora habilitowanego nauk rolniczych w dyscyplinie weterynarii na podstawie pracy pt. Analiza plastyczności neuronów jelitowego układu nerwowego wybranych odcinków przewodu pokarmowego świni pod wpływem hiperglikemii indukowanej streptozotocyną.